# Guglielmini (famiglia)
I Guglielmini o Guglielmingi (in tedesco Wilhelminer) furono una famiglia aristocratica franca, forse originaria della Borgogna, probabilmente costituente un ramo della più antica famiglia nobile dei bavarese Graman. I Guglielmini sono noti per aver governato la marcha orientalis fino all'871.

## Storia

### I vecchi Guglielmini
I Guglielmini vissuti nel corso dell'VIII e del IX secolo sono noti come "vecchi Guglielmini". Nel 788 Carlo Magno catturò Tassilone III di Baviera, incorporando il suo ducato nel regno dei Franchi, e nello stesso anno gli Avari, forse alleati di Tassilone, furono sconfitti a Ybbsfeld da un esercito guidato dai missi dominici Graman e Ottocaro, i quali potrebbero essere stati imparentati col conte di Tolosa Guglielmo. Quando Graman morì, il suo parente Guglielmo I di Traungau, capostipite dei Guglielmini,  gli successe nel ruolo di conte di Traungau. Da sua moglie Engilrada, Guglielmo ebbe tre figli: Adalberto, Engelschalk e Guglielmo. Gli ultimi due furono suoi successori come conti di Traungau e nell'857 il re dei Franchi Orientali Ludovico il Germanico li nominò margravi della marca Orientale. I due fratelli caddero in battaglia nell'871, nel corso di un conflitto contro la Grande Moravia, all'epoca governata da Svatopluk I. Tra i nipoti di Guglielmo I è menzionato anche il conte di Wormsgau Megingaudo.

### La guerra guglielmina
Dopo la morte dei fratelli, Ludovico il Germanico assegnò la Marca Orientale ad Aribo d'Austria. Nell'882 Engelschalk II, figlio di Engelschalk I, guidò i discendenti dei due precedenti margravi guglielmini in una rivolta contro Aribo, al fine di rivendicare l'eredità dei rispettivi padri. Inizialmente la rivolta ebbe successo, tuttavia, Aribo ottenne il supporto sia di Svatopluk I, con cui aveva rapporti personali, che dell'imperatore Carlo il Grosso. In particolare, Svatopluk invase la Marca Orientale dove sconfisse i Guglielmini, riuscendo a catturarne uno, che venne punito in maniera esemplare con la mutilazione. Engelschalk, invece, ottenne l'appoggio di Arnolfo di Carinzia causando l'inasprirsi del conflitto. Nell'884, dopo due anni e mezzo di guerra, Carlo il Grosso giunse a Kaumberg dove ricevette l'omaggio di Svatopluk e negoziò una pace che consentì ad Aribo di riottenere la Marca Orientale. Viceversa, la pace tra Arnolfo e Svatopluk fu conclusa solo l'anno successivo.
La prova di forza data da Aribo fu tale che anche quando Arnolfo di Carinzia, con il quale non si era mai riconciliato, divenne re dei Franchi Orientali, conservò la sua posizione di margravio. Qualche tempo prima dell'893, Engelschalk rapì e, probabilmente, sposò la figlia illegittima di Arnolfo, Ellinrata, al fine di costringerlo ad accettare le sue richieste. Tuttavia, il suo piano fallì e dovette rifugiarsi in Moravia. Nell'893 Arnolfo nominò Engelschalk II a capo della marca orientale, rendendo Aribo un suo subordinato. Engelschalk risultò sgradito all'aristocrazia bavarese, che cospirò contro di lui. All'insaputa di Arnolfo, quell'anno durante una dieta a Ratisbona Engelschalk fu arrestato e accecato e l'aristocrazia iniziò a epurare la corte marchionale da tutti i suoi sostenitori.

### I giovani Guglielmini
I Guglielmini vissuti a partire dal X secolo sono noti come "giovani Guglielmini". I loro possedimenti si trovavano nel sud del ducato di Baviera, in particolare nel Salzburggau, nel Isengau, nel Sundergau e nella marca di Carantania. Tuttavia, la maggior parte delle loro cariche, dei loro possedimenti e dei loro benefici finì nelle mani di altre grandi famiglie aristocratiche come i Luitpoldingi e i Sigeardingi. Dalla linea di Salzburggau discesero i conti di Raschenberg-Reichenhall e i conti di Plain e Hardegg, di cui si ha notizia fino al XIII secolo.